# Puig dels Dòlmens
El Puig dels Dòlmens és una muntanya de 347 metres que es troba al municipi de Santa Cristina d'Aro, a la comarca catalana del Baix Empordà.